# لويس سانتوس سيلفا
لويس سانتوس سيلفا (بالإسبانية: Luis Santos Silva)‏ (1 يناير 2000 بباراغواي - ) هو لاعب كرة قدم باراغواياني في مركز الوسط، شارك في كأس العالم 1958 وكأس أمريكا الجنوبية 1955. وشارك مع منتخب باراغواي لكرة القدم. أما مع النوادي، فقد لعب مع سيرو بورتينيو.

## وصلات خارجية
- لويس سانتوس سيلفا على موقع الاتحاد الدولي (مؤرشف)  (الإنجليزية)
- لويس سانتوس سيلفا على موقع ناشيونال فوتبول تيمز (الإنجليزية)
- لويس سانتوس سيلفا على موقع عالم كرة القدم.نت (الإنجليزية)